# المضحاء (أفلح الشام)

تعديل مصدري - تعديل

المضحاء هي إحدى قرى عزلة بني حربي بمديرية أفلح الشام التابعة لمحافظة حجة، بلغ تعداد سكانها 545 نسمة حسب تعداد اليمن لعام 2004.